# Guiomar Maristany Zuleta de Reales
Guiomar Maristany Zuleta de Reales (* 19. Februar 1999) ist eine spanische Tennisspielerin.

## Karriere
Maristany Zuleta de Reales begann mit sechs Jahren das Tennisspielen und spielt vor allem auf der ITF Women’s World Tennis Tour, auf der sie bislang acht Titel im Einzel und fünf im Doppel gewinnen konnte.

## Turniersiege

### Einzel
| Nr. | Datum           | Turnier              | Kategorie   | Belag     | Finalgegnerin          | Ergebnis      |
| --- | --------------- | -------------------- | ----------- | --------- | ---------------------- | ------------- |
| 1.  | 8. Oktober 2017 | Telde                | ITF $15.000 | Sand      | Lisa Sabino            | 7:5, 4:6, 6:4 |
| 2.  | 13. Mai 2018    | Hammamet             | ITF $15.000 | Sand      | Wiktorija Kan          | 7:61, 6:3     |
| 3.  | 21. Juli 2019   | Palmela              | ITF W25     | Hartplatz | Eva Guerrero Álvarez   | 6:3, 7:5      |
| 4.  | 20. März 2022   | Palmanova            | ITF W15     | Sand      | Solana Sierra          | 6:3, 6:2      |
| 5.  | 22. Mai 2022    | Castell-Platja d’Aro | ITF W25     | Sand      | Jéssica Bouzas Maneiro | 7:62, 6:4     |
| 6.  | 19. März 2023   | Palmanova            | ITF W25     | Sand      | Rosa Vicens Mas        | 6:4, 1:6, 6:1 |
| 7.  | 22. Januar 2024 | Antalya              | ITF W50     | Sand      | Polona Hercog          | 6:4, 6:1      |
| 8.  | 23. März 2025   | Sabadell             | ITF W35     | Sand      | Astra Sharma           | 6:3, 6:3      |

### Doppel
| Nr. | Datum           | Turnier    | Kategorie   | Belag     | Partnerin                | Finalgegnerinnen                          | Ergebnis         |
| --- | --------------- | ---------- | ----------- | --------- | ------------------------ | ----------------------------------------- | ---------------- |
| 1.  | 6. Oktober 2016 | Telde      | ITF $10.000 | Sand      | Lucía de la Puerta Uribe | Leonie Küng Vivian Wolff                  | 7:5, 6:4         |
| 2.  | 16. April 2022  | Oeiras     | ITF W25     | Sand      | Jéssica Bouzas Maneiro   | Francisca Jorge Matilde Jorge             | 3:6, 6:4, [10:8] |
| 3.  | 10. Juni 2022   | Madrid     | ITF W25     | Hartplatz | Yvonne Cavalle-Reimers   | Jacqueline Cabaj Awad Walerija Sawinych   | 6:4, 6:4         |
| 4.  | 9. Juli 2022    | Amstelveen | ITF W60     | Sand      | Aliona Bolsova           | Michaela Bayerlová Aneta Laboutková       | 6:2, 6:2         |
| 5.  | 18. August 2023 | Ourense    | ITF W25     | Hartplatz | Lucía Cortez Llorca      | Karola Patricia Bejenaru Yasmine Mansouri | 6:4, 3:6, [10:6] |